# Коре Віллок
Коре Ісаакс Віллок (норв. Kåre Isaachsen Willoch; нар. 3 жовтня 1928, Осло, Норвегія — 6 грудня 2021) — норвезький державний і політичний діяч. Прем'єр-міністр Норвегії (14 жовтня 1981 — 2 травня 1986).

## Біографія
Закінчив Університет Осло за спеціальністю «Економіка». Після Другої світової війни служив у складі норвезького загону на території Німеччини в Шлезвіг-Гольштейн. Вся політична кар'єра Віллок пов'язана з партією Хейре. У 1952 році Віллок був обраний депутатом Міської ради Осло.